# María Manzano
María Gracia Manzano Arjona (Archidona, enero de 1950) es una filósofa española, especialista en lógica matemática y teoría de modelos.

## Trayectoria
Manzano se doctoró en 1977 en la Universidad de Barcelona, con la tesis Sistemas generales de la lógica de Segundo orden, dirigida por el antropólogo Jesús Mosterín. Es profesora de lógica y filosofía de la ciencia en la Universidad de Salamanca.

## Obra
- 1990 – Teoría de modelos. Alianza Editorial. ISBN 84-206-8126-1.[3]
- 1996 – Extensiones de lógica de primer orden. Cambridge Tracts in Theoretical Computer Science 19, Cambridge University Press.[4][5][6]
- 1999 – Model theory. Oxford logic guides. Clarendon Press ; Oxford University Press. ISBN 978-0-19-853851-6.
- 2006 – Lógica para principiantes. Con Antonia Huertas. Alianza Editorial. ISBN 84-206-4570-2.[7]